# 桜花学園大学
桜花学園大学（おうかがくえんだいがく、英語: Ohkagakuen University、公用語表記: 桜花学園大学）は、愛知県豊明市栄町武侍48に本部を置く私立大学。1903年創立、1998年大学設置。大学の略称はおうかだい。

## 概要
学校法人桜花学園が1990年に開設した豊田短期大学を母体とし、1998年に新設した、同法人初の4年制大学である。同法人は他にも名古屋短期大学（2024年度に男女共学化）、桜花学園高等学校（女子校）も運営している。

## 沿革
- 1998年 - 桜花学園大学開学。人文学部人間関係学科、人文学部比較文化学科を設置。
- 2002年 - 保育学部保育学科を設置。大学院人間文化研究科人間科学専攻、地域文化専攻（ともに修士課程）を設置。
- 2003年 - 人文学部比較文化学科を改組し、国際文化学科、観光文化学科を設置
- 2009年 - 名古屋キャンパス開設。人文学部の募集停止・改組により学芸学部英語学科を設置。
- 2011年 - 豊田キャンパスを廃止し、大学キャンパスを名古屋キャンパスに統合[1]。
- 2018年 - 保育学部に国際教養子ども学科を設置。
- 2024年 ‐ 男女共学化し、学芸学部英語学科を国際学部国際学科に改組。
- 2025年 ‐ 保育学部を教育保育学部に改組し開設予定。
- 2027年 ‐ 情報科学部 教育データサイエンス学科（仮称）開設予定。

## 学部
- 保育学部
  - 保育学科
  - 国際教養子ども学科
- 教育保育学部（2025年4月開設）
  - 教育保育学科
  - 国際教養こども学科
- 学芸学部（2024年4月学生募集停止）
  - 英語学科
- 国際学部（2024年4月開設）
  - 国際学科
    - 韓国専攻
    - 観光専攻
    - 国際・情報専攻
    - 日本語教育専攻

## 大学院
- 人間文化研究科（修士課程のみ）※男女共学
  - 人間科学専攻
  - 地域文化専攻

## 付属機関
- 図書館
- 生涯学習研究センター
- 教育保育研究所
- 観光総合研究所

## 学内奨学金
給付型
- 桜花学園奨学金

## 対外関係
他の大学との協定
- 保育コンソーシアムあいちに参加。

国際・学術交流等協定校
- ミズーリ大学（アメリカ・ミズーリ州）
- エセックス大学（イギリス・イングランド・エセックス）
- 西オーストラリア大学（オーストラリア・西オーストラリア州）
- クライストチャーチ・ポリテクニック技術大学（ニュージーランド・クライストチャーチ）

## 大学関係者と出身者
- 名木洋子 - バスケットボール選手、富士通レッドウェーブ
- 大倉三佳 - 元プロ野球選手、京都アストドリームス、イースト・アストライア、兵庫ディオーネコーチ、レイア監督を歴任（中退）
- 眞野哲 - 衆議院議員（大学院研究生）

## 系列校
- 名古屋短期大学
- 桜花学園高等学校

## アクセス
- 名鉄名古屋本線「中京競馬場前駅」より徒歩約10分。隣の「有松駅」からも徒歩アクセスが可能である。
- 名古屋市営バスの場合、「太子」バス停や「地蔵池」バス停から徒歩アクセスが可能。